# Estação Rivas-Urbanizaciones
Rivas-Urbanizaciones é uma estação da Linha 9 do Metro de Madrid. Está situada no 
município de Rivas-Vaciamadrid, na zona noroeste da cidade, junto ao bairro de Covibar. Foi inaugurada em 7 de abril de 1999.